# Rue Debrousse
La rue Debrousse est une voie du 16e arrondissement de Paris, en France.

## Situation et accès
La rue Debrousse est une voie publique située dans le 16e arrondissement de Paris. Elle débute au 8, avenue de New-York et se termine au 5, avenue du Président-Wilson.

## Origine du nom
Cette voie est nommée en hommage à François-Hubert Débrousse (1817-1878), l'un des principaux actionnaires de la société qui a ouvert la rue, à titre privé, entre 1869 et 1872.

## Historique
Cette voie est ouverte sous sa dénomination actuelle par un décret du 29 novembre 1901. Elle est classée au nombre des voies publiques de la Ville le 8 décembre de la même année. 
Comme la rue des Frères-Périer voisine, la rue Debrousse occupe l’emplacement de l’ancienne pompe à feu dite de Chaillot.

## Bâtiments remarquables et lieux de mémoire
- Nos 1 bis, 2, 3, 4 et 5 : immeubles construits en 1872 par l'architecte Albert Martin, signés en façade[6].
- No 3 : l'écrivain Alexandre Arnoux y vécut de 1913 à 1973 ; une plaque lui rend hommage.

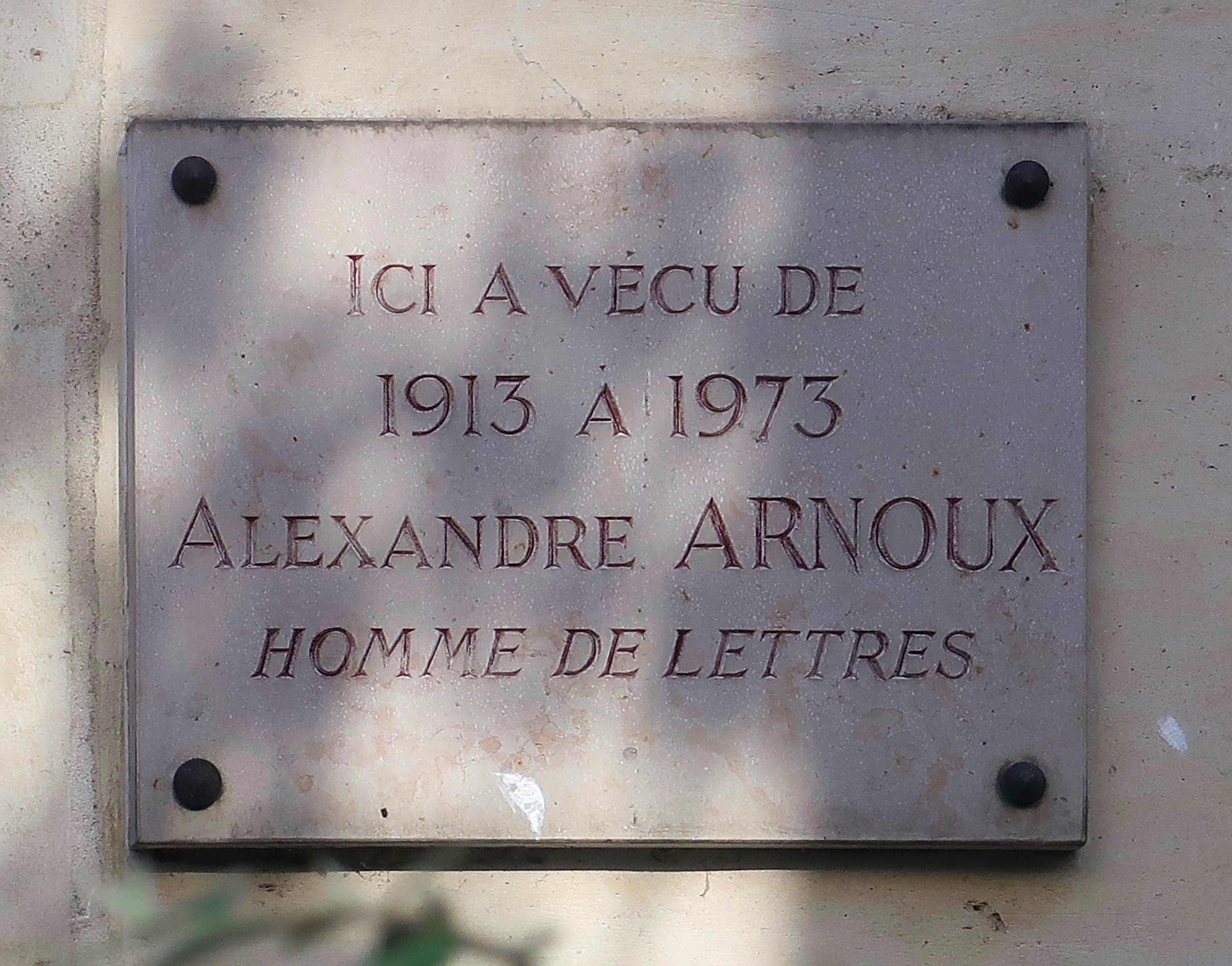